# Yves Guéna
Yves Guéna, född 6 juli 1922 i Saint-Pierre-Quilbignon i Finistère, död 3 mars 2016 i Paris, var en fransk tjänsteman, politiker, författare och motståndsman.
Han utsågs till ledamot av det franska konstitutionella rådet 1997 och var ordförande för denna institution från 2000 till 2004.